# عمرو علي
عمرو علي هو عضو قيادي من حركة شباب 6 أبريل وناشط سياسي مصري بارز. كان عمرو المسؤول الأول عن الأشغال العمومية وتنسيق العمليات داخل المجتمع المصري لحركة شباب 6 أبريل وذلك من من أيلول/سبتمبر 2009 إلى أغسطس/آب 2011 كما شغل منصب عضو مهم في الحركة السياسية من سبتمبر 2011 وحتى أكتوبر 2013.

## انتخابه كمنسق لحركة 6 أبريل
عقدت الحركة في عام 2013 انتخابات داخلية لتحديد من سيخلف أحمد ماهر في مهمة تنسيق أعمال المنظمة. أسفر التصويت عن فوز عمرو علي ليُصبح بذلك منسّق الحركة الجديد.